# Hercule Dupré
Pour l’article homonyme, voir Dupré.
Hercule Dupré (11 août 1844 - 3 mai 1927) est un agriculteur, homme d'affaires, marchand de bois et homme politique fédéral du Québec.

## Biographie
Né à Verchères dans le Canada-Est, M. Dupré est né de parents d'origine acadienne et étudia dans sa ville natale. Il travaille ensuite sur la ferme familiale jusqu'à l'âge de 28 ans lorsqu'il entra dans le commerce du bois à Montréal avec un partenaire nommé Chaussé. Ensuite, il forme une nouvelle compagnie avec son frère. Il travailla également comme président de la section locale de la Société Saint-Jean-Baptiste en 1885. Enfin, il commença une carrière publique en servant comme conseiller municipal de Montréal de 1894 à 1900.
Élu député du Parti libéral du Canada dans la circonscription fédérale de Sainte-Marie en 1896, il ne se représente pas en 1900.